# Farmington (Nowy Jork)
Farmington – town w hrabstwie Ontario, w stanie Nowy Jork, w Stanach Zjednoczonych.
Powierzchnia town wynosi 39,42 mi² (około 102 km²). Według stanu na 2010 rok jego populacja wynosi 11 825 osób, a liczba gospodarstw domowych: 4664. W 2000 roku zamieszkiwało je 10 585 osób, a w 1990 mieszkańców było 10 381.